# Taça da Liga de 2008–09 – 3ª Eliminatória
A 3ª Eliminatória da Taça da Liga 2008/2009 foi introduzida na presente edição da prova, numa mudança no que se refere à estrutura da prova.
O sorteio da 3ª Eliminatória realizou-se a 13 de Novembro.

## Equipas
Nesta fase entraram os vencedores de cada um dos seis grupos da eliminatória anterior e os seis primeiros classificados da Primeira Liga 2007/2008. Foram constituídos três grupos com quatro clubes cada. Os jogos estiveram previstos para os dias 7, 14 e 18 de Janeiro de 2009.
| Vencedores da 2ª Eliminatória - Rio Ave - Belenenses - Paços de Ferreira - Nacional da Madeira - Olhanense - Académica de Coimbra | 6º classificados BW 07/08 - Porto - Sporting - Vitória de Guimarães - Benfica - Marítimo - Vitória de Setúbal |

## Estrutura da Eliminatória
| Cor da tabela                 |
| Apurados para as Meias-Finais |
| Melhor 2º classificado        |

| Alinhamento das Equipas |                      |                   |                      |
| #                       | Grupo A              | Grupo B           | Grupo C              |
| I                       | Porto                | Sporting          | Vitória de Guimarães |
| II                      | Vitória de Setúbal   | Marítimo          | Benfica              |
| III                     | Académica de Coimbra | Paços de Ferreira | Olhanense            |
| IV                      | Nacional da Madeira  | Rio Ave           | Belenenses           |

| Disposição das Jornadas   |                            |                            |
| 1ª Jornada (7 de Janeiro) | 2ª Jornada (14 de Janeiro) | 3ª Jornada (18 de Janeiro) |
| #I vs #II & #III vs #IV   | #II vs #III & #I vs #IV    | #I vs #III & #II vs #IV    |

## Grupos
| Equipa (Liga)             | Pts | J | V | E | D | GM | GS | +/- |
| ------------------------- | --- | - | - | - | - | -- | -- | --- |
| Porto (LS)                | 6   | 3 | 2 | 0 | 1 | 4  | 3  | +1  |
| Nacional da Madeira (LS)  | 4   | 3 | 1 | 1 | 1 | 3  | 3  | 0   |
| Académica de Coimbra (LS) | 4   | 3 | 1 | 1 | 1 | 3  | 3  | 0   |
| Vitória de Setúbal (LS)   | 3   | 3 | 1 | 0 | 2 | 3  | 4  | -1  |

| (Liga)Equipa 1            | Resultado | Equipa 2(Liga)            |
| ------------------------- | --------- | ------------------------- |
| (LS) Académica de Coimbra | 1 - 1     | Nacional da Madeira (LS)  |
| (LS) Porto                | 2 - 1     | Vitória de Setúbal (LS)   |
| (LS) Nacional da Madeira  | 2 - 1     | Porto (LS)                |
| (LS) Vitória de Setúbal   | 1 - 2     | Académica de Coimbra (LS) |
| (LS) Porto                | 1 - 0     | Académica de Coimbra (LS) |
| (LS) Vitória de Setúbal   | 1 - 0     | Nacional da Madeira (LS)  |

| 7 de Janeiro de 2009 | Académica de Coimbra | 1 - 1     | Nacional da Madeira | Estádio Cidade de Coimbra, Coimbra  |
| 16:00                | Lito 49'             | Relatório | Nené 58'            | Público: 615 Árbitro: João Ferreira |

| 8 de Janeiro de 2009 | Porto                    | 2 - 1     | Vitória de Setúbal      | Estádio do Dragão, Porto                   |
| 20:45                | Farías 32' · Rabiola 78' | Relatório | Leandro Lima 61' (g.p.) | Público: 12,219 Árbitro: Artur Soares Dias |

| 14 de Janeiro de 2009 | Nacional da Madeira                   | 2 - 1     | Porto        | Estádio da Madeira, Funchal              |
| 16:00                 | Rúben Micael 23' · Miguel Fidalgo 84' | Relatório | Săpunaru 37' | Público: 2,020 Árbitro: Lucílio Baptista |

| 14 de Janeiro de 2009 | Vitória de Setúbal | 1 - 2     | Académica de Coimbra        | Estádio do Bonfim, Setúbal            |
| 18:00                 | Auri 60'           | Relatório | Carlos Aguiar 3' · Licá 62' | Público: 1,145 Árbitro: Pedro Proença |

| 17 de Janeiro de 2009 | Porto                 | 1 - 0     | Académica de Coimbra | Estádio do Dragão, Porto               |
| 20:45                 | Luiz Nunes 63' (p.b.) | Relatório |                      | Público: 17,512 Árbitro: Carlos Xistra |

| 18 de Janeiro de 2009 | Vitória de Setúbal | 1 - 0     | Nacional da Madeira | Estádio do Bonfim, Setúbal          |
| 18:00                 | Carrijo 43'        | Relatório |                     | Público: 707 Árbitro: Augusto Costa |

| Equipa (Liga)          | Pts | J | V | E | D | GM | GS | +/- |
| ---------------------- | --- | - | - | - | - | -- | -- | --- |
| Sporting (LS)          | 9   | 3 | 3 | 0 | 0 | 9  | 1  | +8  |
| Rio Ave (LS)           | 3   | 3 | 1 | 0 | 2 | 3  | 4  | -1  |
| Marítimo (LS)          | 3   | 3 | 1 | 0 | 2 | 3  | 6  | -3  |
| Paços de Ferreira (LS) | 3   | 3 | 1 | 0 | 2 | 4  | 8  | -4  |

| (Liga)Equipa 1         | Resultado | Equipa 2(Liga)         |
| ---------------------- | --------- | ---------------------- |
| (LS) Sporting          | 3 - 0     | Marítimo (LS)          |
| (LS) Paços de Ferreira | 2 - 1     | Rio Ave (LS)           |
| (LS) Marítimo          | 2 - 1     | Paços de Ferreira (LS) |
| (LS) Rio Ave           | 0 - 1     | Sporting (LS)          |
| (LS) Marítimo          | 1 - 2     | Rio Ave (LS)           |
| (LS) Sporting          | 5 - 1     | Paços de Ferreira (LS) |

| 14 de Dezembro de 2008 | Sporting                                    | 3 - 0     | Marítimo | Alvalade XXI, Lisboa                  |
| 20:15                  | Yannick 37' · Liédson 70' · Romagnoli 90+3' | Relatório |          | Público: 7,478 Árbitro: Carlos Xistra |

| 7 de Janeiro de 2009 | Paços de Ferreira                        | 2 - 1     | Rio Ave       | Estádio da Mata Real, Paços de Ferreira |
| 20:00                | Filipe Anunciação 23' · Rui Miguel 90+1' | Relatório | Tarantini 78' | Público: 473 Árbitro: Paulo Baptista    |

| 14 de Janeiro de 2009 | Marítimo  | 2 - 1     | Paços de Ferreira | Estádio dos Barreiros, Funchal      |
| 19:30                 | Manu 1' · | Relatório | Ricardo 69'       | Público: 647 Árbitro: João Ferreira |

| 14 de Janeiro de 2009 | Rio Ave | 0 - 1     | Sporting     | Estádio dos Arcos, Vila do Conde    |
| 20:45                 |         | Relatório | Vukčević 88' | Público: 2,169 Árbitro: Jorge Sousa |

| 18 de Janeiro de 2009 | Marítimo           | 1 - 2     | Rio Ave                | Estádio dos Barreiros, Funchal       |
| 16:00                 | Pedro Moutinho 83' | Relatório | Ronaldo 5' · Chidi 45' | Público: 2,043 Árbitro: Vasco Santos |

| 18 de Janeiro de 2009 | Sporting                                            | 5 - 1     | Paços de Ferreira | Alvalade XXI, Lisboa                 |
| 19:15                 | Liédson 45+1' 48' 88' · Izmaylov 66' · Vukčević 75' | Relatório | Cristiano 53'     | Público: 6,461 Árbitro: Duarte Gomes |

| Equipa (Liga)             | Pts | J | V | E | D | GM | GS | +/- |
| ------------------------- | --- | - | - | - | - | -- | -- | --- |
| Benfica (LS)              | 9   | 3 | 3 | 0 | 0 | 7  | 1  | +6  |
| Vitória de Guimarães (LS) | 4   | 3 | 1 | 1 | 1 | 3  | 2  | +1  |
| Belenenses (LS)           | 4   | 3 | 1 | 1 | 1 | 2  | 1  | +1  |
| Olhanense (LV)            | 0   | 3 | 0 | 0 | 3 | 1  | 9  | -8  |

| (Liga)Equipa 1            | Resultado | Equipa 2(Liga)            |
| ------------------------- | --------- | ------------------------- |
| (LV) Olhanense            | 0 - 2     | Belenenses (LS)           |
| (LS) Vitória de Guimarães | 0 - 2     | Benfica (LS)              |
| (LS) Belenenses           | 0 - 0     | Vitória de Guimarães (LS) |
| (LS) Benfica              | 4 - 1     | Olhanense (LV)            |
| (LS) Benfica              | 1 - 0     | Belenenses (LS)           |
| (LS) Vitória de Guimarães | 3 - 0     | Olhanense (LV)            |

| 14 de Dezembro de 2008 | Olhanense | 0 - 2     | Belenenses                | Estádio José Arcanjo, Olhão          |
| 15:00                  |           | Relatório | Vinícius 60' · Wender 90' | Público: 1,614 Árbitro: Luís Reforço |

| 7 de Janeiro de 2009 | Vitória de Guimarães | 0 - 2     | Benfica                             | Estádio D. Afonso Henriques, Guimarães       |
| 20:45                |                      | Relatório | Katsouranis 8' · Carlos Martins 80' | Público: 8,371 Árbitro: Olegário Benquerença |

| 14 de Janeiro de 2009 | Belenenses | 0 - 0     | Vitória de Guimarães | Estádio do Restelo, Lisboa           |
| 18:30                 |            | Relatório |                      | Público: 1,107 Árbitro: Duarte Gomes |

| 14 de Janeiro de 2009 | Benfica                                                        | 4 - 1     | Olhanense   | Estádio da Luz, Lisboa                  |
| 19:30                 | Nuno Gomes 25' · Jorge Ribeiro 29' · Sidnei 67' · Di María 87' | Relatório | Djalmir 13' | Público: 10,369 Árbitro: Marco Ferreira |

| 17 de Janeiro de 2009 | Benfica         | 1 - 0     | Belenenses | Estádio da Luz, Lisboa                |
| 16:00                 | Katsouranis 44' | Relatório |            | Público: 35,022 Árbitro: Bruno Paixão |

| 18 de Janeiro de 2009 | Vitória de Guimarães                     | 3 - 0     | Olhanense | Estádio D. Afonso Henriques, Guimarães    |
| 16:00                 | Fajardo 22' · Marquinho 31' · Moreno 66' | Relatório |           | Público: 2,063 Árbitro: Artur Soares Dias |

Legenda:
- LV - Liga de Honra

## Melhor 2º classificado
O melhor dos três segundo classificados também se apurou para as meias-finais
| Grupo | Equipa (Liga)             | Pts | J | V | E | D | GM | GS | +/- |
| ----- | ------------------------- | --- | - | - | - | - | -- | -- | --- |
| C     | Vitória de Guimarães (LS) | 4   | 3 | 1 | 1 | 1 | 3  | 2  | +1  |
| A     | Nacional da Madeira (LS)  | 4   | 3 | 1 | 1 | 1 | 3  | 3  | 0   |
| B     | Rio Ave (LS)              | 3   | 3 | 1 | 0 | 2 | 3  | 4  | -1  |